# Verchères (ancienne circonscription fédérale)
Pour les articles homonymes, voir Verchères (homonymie).
Verchères fut une circonscription électorale fédérale de la région de la Montérégie au Québec. Elle fut représentée de 1867 à 1896.
C'est l'Acte de l'Amérique du Nord britannique de 1867 qui créa le district électoral de Verchères. Abolie en 1892, la circonscription fut fusionnée à Chambly.
Une seconde circonscription de Verchères a été créée 1976 à partir de Chambly et de Saint-Hyacinthe. Cette dernière fut renommée Verchères—Les Patriotes en 1998.

## Géographie
En 1867, la circonscription de Verchères est bordée au nord-est par le comté de Richelieu, au nord-ouest par le fleuve Saint-Laurent et au sud-est par la rivière Richelieu.
En 1867, la circonscription comprenait:
- Les paroisses de Chambly, Saint-Bruno, Boucherville, Varennes, Verchères, Contrecœur, Belœil, Saint-Marc, Saint-Antoine et Sainte-Julie

## Députés
1. 1867-1894 — Félix Geoffrion, Libéral
2. 1895¹-1896 — Christophe-Alphonse Geoffrion, Libéral

¹ = Élection partielle